# Cantó de Saint-François
El cantó de Le Saint-François és una divisió administrativa francesa situat al departament de Guadalupe a la regió de Guadalupe.

## Composició
El cantó comprèn la comuna de Saint-François.

## Administració
| Període                                  | Identitat       | Partit                 | Qualitat |
| ---------------------------------------- | --------------- | ---------------------- | -------- |
| 2001-                                    | Laurent Bernier | Objectiu Guadalupe-UMP |          |
| Les dades anteriors no són pas conegudes |                 |                        |          |